# Herreria latifolia
Herreria latifolia là một loài thực vật có hoa trong họ Măng tây. Loài này được Woodson mô tả khoa học đầu tiên năm 1950.